# جون كولير (رسام)

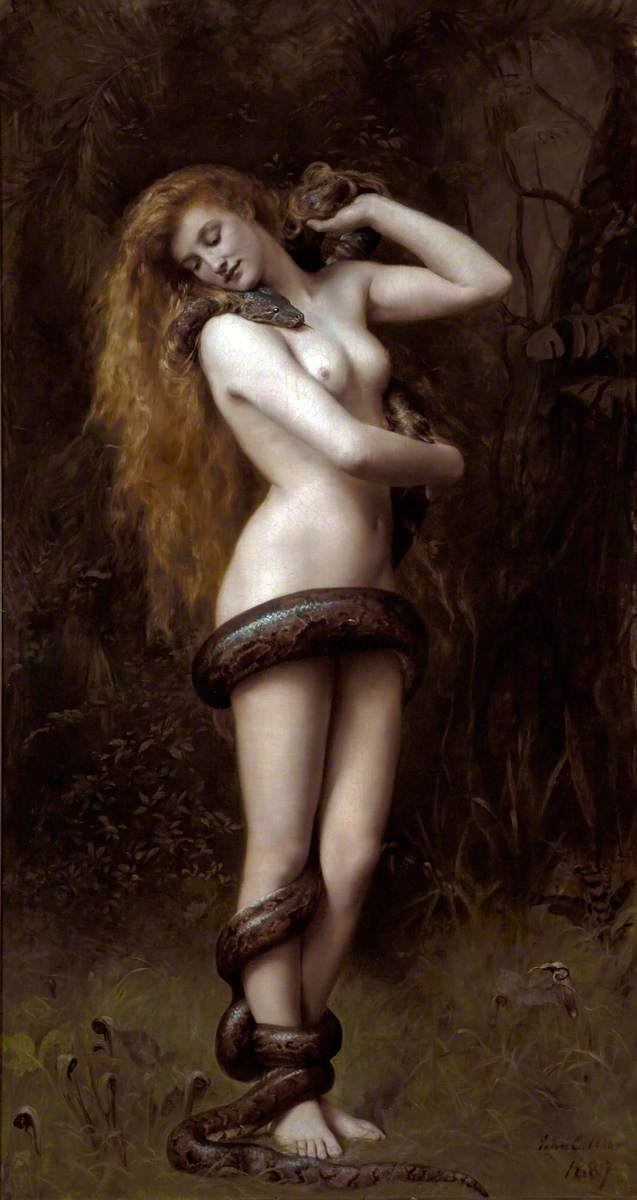
ليليث بريشة جون كوليير عام 1887. معرض أتكينسون للفنون في ساوثبورت ، إنجلترا.

جون كولير (بالإنجليزية: John Collier)‏‏ (27 يناير 1850 - 11 أبريل 1934) هو رسام ومؤلف إنجليزي. وهو رسام تتركز أعماله على طريقة ما قبل الرفائيلية، وكان من أبرز الرسامين التصويريين في زمنه. درس الرسم في أكاديمية ميونخ، حيثُ التحق فيها في 14 أبريل 1875، وهو بعمر 25 سنة. اشتهر برسمه لوحة ليدي غوديفا.

## العائلة
ينتمي كولير إلى عائلة موهوبة وناجحة. كان جده، جون كولير، تاجر كويكر والذي أصبح لاحقًا عضوًا في البرلمان.